# 대니얼 데이비스
대니얼 데이비스(Daniel Davis, 1945년 11월 26일 ~ )는 미국의 배우이다.

## 출연 작품
- 더 미래큘러스 이어 (2011)
- 프레스티지 (2006)
- 뫼비우스 띠를 통해서 (2005)
- 더 낸니 (1993)
- 하바나 (1990)
- 붉은 10월 (1990)
- 더티 러브 (1988)
- 고스트하우스 2 (1988)
- 스프릿 (1987)
- 살인 누명 (1986)
- 두 얼굴의 스파이 (1985)

### 텔레비전
- 미녀 첩보원 (1985, Scarecrow and Mrs. King)
- 다이너스티 (1987)
- 스타 트렉: 더 넥스트 제너레이션 (1988, 1993)